# Yao Fen
Yao Fen (en chino: 姚芬; Sanya, 21 de enero de 1967) es una deportista china que compitió en bádminton, en la modalidad de dobles. Participó en los Juegos Olímpicos de Barcelona 1992, obteniendo una medalla de bronce en la prueba de dobles (junto con Lin Yanfen).

## Palmarés internacional
| Juegos Olímpicos | Juegos Olímpicos   | Juegos Olímpicos  | Juegos Olímpicos |
| Año              | Lugar              | Medalla           | Prueba           |
| ---------------- | ------------------ | ----------------- | ---------------- |
| 1992             | Barcelona (España) | Medalla de bronce | Dobles           |